# Fédération tunisienne de judo
La Fédération tunisienne de judo ou FTJ est l'organisme qui a pour but de promouvoir la pratique du judo et des disciplines associées — le ju-jitsu et l'aïkido — en Tunisie.

## Présidents
- Skander Hachicha : depuis le 5 mai 2012